# Lacs Myall
Les lacs Myall sont une succession de trois lacs d'eau douce interconnectés, situés dans l'État de Nouvelle-Galles du Sud en Australie. Ils sont situés dans la zone d'administration locale de Mid-Coast, à environ 250 kilomètres au nord de Sydney. Ils renferment un grand nombre d'îles.
Les lacs sont classés site Ramsar depuis le 14 juin 1999.

## Géographie
Situés près de la côte de la mer de Tasman, ils sont appelés respectivement du nord au sud, lac Myall, Boolambyte et Broadwater. Un quatrième, le lac de Smith est situé au nord-est mais n'est pas rattaché aux précédents. Ils peuvent être parcourus par de petits bateaux. La rivière Myall sort du lac Broadwater et coule en méandres vers le sud-ouest en longeant la côte avant de se jeter dans la baie de Port Stephens entre les villes de Tea Gardens et Hawks Nest. En arrivant dans la baie, le cours d'eau est soumis aux marées et ses eaux deviennent de plus en plus salées. 

La nuit dans la région des lacs Myall. Juin 2018.

Les lacs sont situés dans le Myall Lakes National Park. La région située entre les lacs et l'océan est inhabitée et abrite des bois et des plages de sable. Ces sables ont été exploités jusque dans les années 1970 pour leur teneur en métaux lourds.
Le village de Bungwahl est situé sur la rive nord du lac Myall.